# Agricultura sostenible

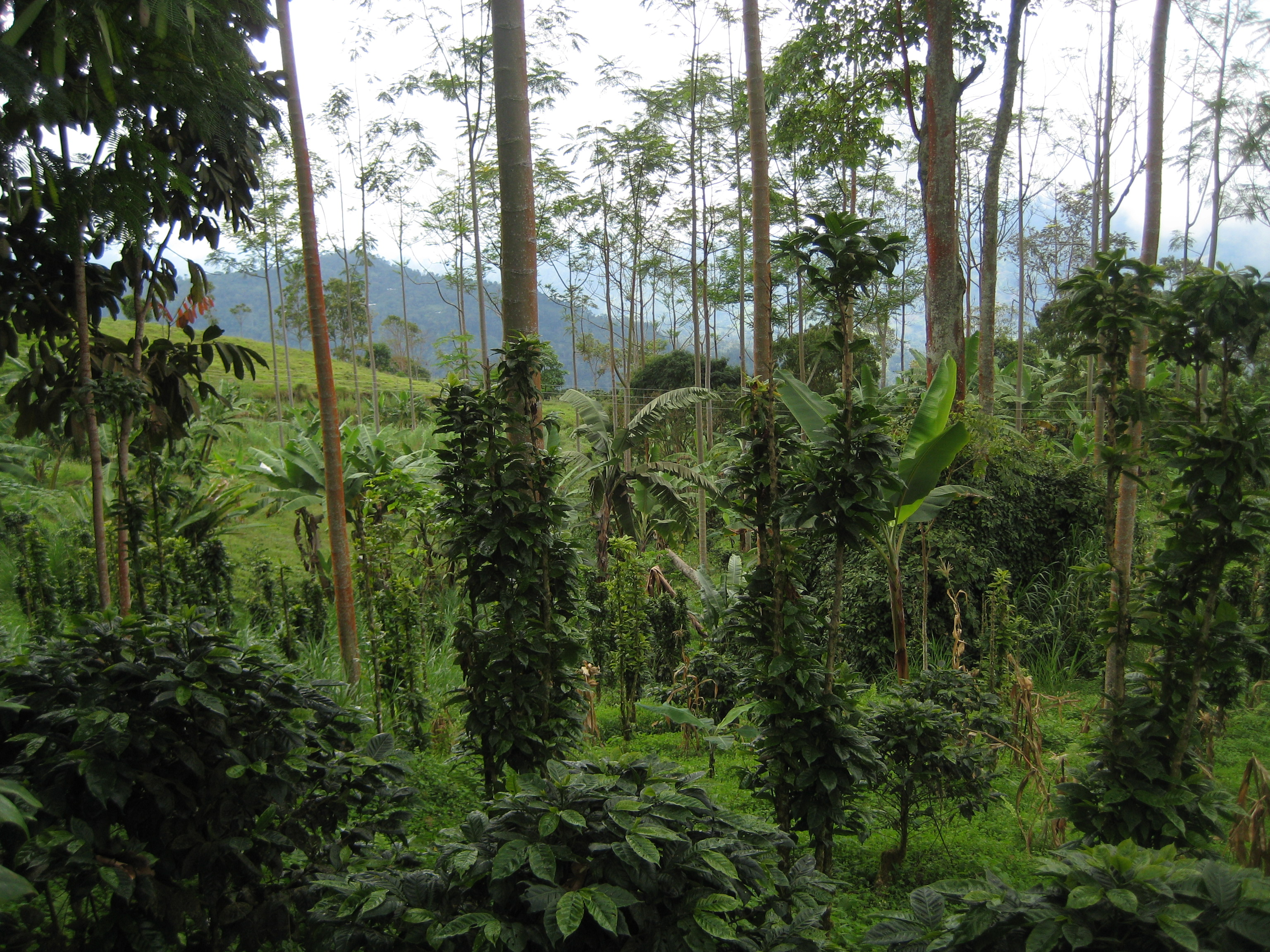
El cafè cultivat a l'ombra, una forma de policultiu a imitació dels ecosistemes naturals. Els arbres proporcionen recursos per a les plantes de cafè com ara ombra, nutrients i estructura del sòl; els pagesos recullen cafè i fusta.

L' agricultura sostenible és l'agricultura de manera sostenible que satisfà les necessitats actuals d'aliments i tèxtils de la societat, sense comprometre la capacitat de les generacions actuals o futures de satisfer les seves necessitats. Es pot basar en la comprensió dels serveis ecosistèmics. Hi ha molts mètodes per augmentar la sostenibilitat de l'agricultura. Quan es desenvolupa l'agricultura dins de sistemes alimentaris sostenibles, és important desenvolupar processos empresarials flexibles i pràctiques agrícoles. L'agricultura té una enorme petjada ambiental, i té un paper important a l'hora de provocar el canvi climàtic,(els sistemes alimentaris són responsables d'un terç de les emissions antropogèniques de GEH) l'escassetat d'aigua, la contaminació de l'aigua, la degradació del sòl, la desforestació i altres processos; que de manera simultània està causant canvis ambientals i es veu afectat per aquests canvis. L'agricultura sostenible consisteix en mètodes d'agricultura respectuosos amb el medi ambient que permeten la producció de cultius o bestiar sense danyar els sistemes humans o naturals. Implica prevenir efectes adversos al sòl, l'aigua, la biodiversitat, els recursos circumdants o aigües avall, així com a aquells que treballen o viuen a la finca o a les zones veïnes. Els elements de l'agricultura sostenible poden incloure la permacultura, l'agrosilvicultura, l'agricultura mixta, els cultius múltiples i la rotació de cultius.
El desenvolupament de sistemes alimentaris sostenibles contribueix a la sostenibilitat de la població humana. Per exemple, una de les millors maneres de mitigar el canvi climàtic és crear sistemes alimentaris sostenibles basats en l'agricultura sostenible. L'agricultura sostenible ofereix una solució potencial per permetre que els sistemes agrícoles alimenten una població en creixement dins les condicions ambientals canviants. A més de les pràctiques agrícoles sostenibles, els canvis dietètics cap a dietes sostenibles són una manera entrellaçada de reduir substancialment els impactes ambientals. Existeixen nombrosos estàndards de sostenibilitat i sistemes de certificació, com ara la certificació orgànica, Rainforest Alliance, Fair Trade, UTZ Certified, GlobalGAP, Bird Friendly i el Common Code for the Coffee Community (4C).

## Història
El 1907, el nord-americà Franklin H. King va discutir en el seu llibre Farmers of Forty Centuries els avantatges de l'agricultura sostenible i va advertir que aquestes pràctiques serien vitals per a l'agricultura en el futur. La frase "agricultura sostenible" va ser encunyada per l'agrònom australià Gordon McClymont. El terme es va fer popular a finals de la dècada de 1980.
Hi va haver un simposi internacional sobre sostenibilitat en horticultura organitzat per la Societat Internacional de Ciències Hortícoles al Congrés Internacional d'Horticultura a Toronto el 2002. A la següent conferència a Seül el 2006, els principis van ser discutits més a fons.
La popularitat creixent de l'agricultura sostenible està relacionada amb el temor generalitzat que s'hagi aconseguit o fins i tot superat la capacitat de càrrega del planeta, en termes de la capacitat d'alimentar la humanitat. Aquesta possible incapacitat futura per alimentar la població mundial ha estat una preocupació des de l'economista polític anglès Thomas Malthus a principis del segle xix, però recentment s'ha tornat cada cop més important. Des de finals del segle XX i principis del XXI, aquest tema es va debatre àmpliament als EUA a causa de la creixent ansietat d'una població mundial en ràpid creixement. L'agricultura ha estat durant molt de temps la indústria més gran del món i requereix importants insums de terra, aigua i mà d'obra. A principis del segle XXI, els experts van qüestionar la capacitat de la indústria per mantenir-se al dia amb el creixement de la població. Aquest debat va generar preocupacions sobre la inseguretat alimentària mundial i la "solució de la fam". Hi ha consens que l'agricultura sostenible és la manera més realista d'alimentar poblacions en creixement. Per alimentar amb èxit la població del planeta, les pràctiques agrícoles han de considerar els costos futurs, tant per al medi ambient com per a les comunitats que alimenten. La por de no poder proporcionar prou recursos per a tothom va portar a l'adopció de tecnologia en el camp de la sostenibilitat per augmentar la productivitat agrícola. El resultat final ideal d'aquest avenç és la capacitat d'alimentar poblacions en creixement constant a tot el món.
Sovint l'execució de pràctiques sostenibles dins de l'agricultura es produeix mitjançant l'adopció de tecnologia apropiada centrada al medi ambient.

## Aspectes de l'agricultura sostenible
En l'agricultura sostenible es compaginen molts aspectes del bon obrar la terra. Entre de l'agricultural industrial i l'agricultura ecològica hi ha un continu de mètodes més o menys sostenibles. Molts grangers es veuen presos entre els imperatius de preus baixos i quantitats de la indústria i llur responsabilitat de mantenir els equilibris del medi ambient i cerquen solucions intermèdies. En veure el efectes nefasts de la sobreexplotació i davall la pressió dels consumidors, a poc a poc es canvien els mètodes. Nogensmenys, el risc de rentat verd roman una realitat.
- Facilitar la vida als enemics naturals de les plagues: plantar tanques vegetals, crear refugis[24]
- Fitosanitaris a bases de plantes i minerals de baix impacte[25]
- Control integrat de plagues[26]
- Control biològic de plagues: confusió sexual amb feromones,[27] cultiu d'enemics naturals,
- Gestió de les males herbes[28]
- Fongs simbiòtics en les arrels[29]
- Evitar la compactació del sól[30]
- Ús dels residus: compostatge, biogas[31]
- Reg intel·ligent[32]
- Limitar l'evaporació (gota a gota)[33]
- Control de l'erosió per l'aigua i el vent[34][35]
- Ramaderia més suau: menys o cap antibiòtics, gestió dels fems i purins[36]
- Reduir el monocultiu, i tallar els camps de conreu amb zones boscoses, tanques vives…[37]